# Discographie d'Eric Clapton
Cette page décrit la discographie complète d'Eric Clapton, guitariste, chanteur et auteur de chansons.

## Présentation
La carrière discographique de Clapton commence en 1964 au sein du groupe de blues rock anglais, The Yardbirds. Il rejoindra en 1966 John Mayall et ses Bluesbreakers avec qui il connaitra son premier grand succès avec la sortie de l'album Blues Breakers with Eric Clapton qui se classa à la sixième place des charts britanniques.
 Clapton ne s'attardera pas dans le groupe et partira fonder avec Jack Bruce (basse et chant) et Ginger Baker (batterie), l'un des premiers supergroup, le power trio Cream. Avec Cream, Clapton commença aussi à chanter en solo sur quelques titres et le groupe sortira quatre albums studios qui mélangent le blues rock, le rock psychédélique et le hard rock. Ces albums installeront aussi le groupe aux États-Unis où ils seront certifiés au minimum disque d'or (500 000 albums vendus), Disraeli Gears, le second album, sera récompensé d'un disque de platine pour plus d'un million d'albums vendus.
Après la dissolution de Cream en 1969, Clapton et Baker reforment un autre supergroupe en compagnie de Stevie Winwood (ex-Traffic) et Ric Grech (ex-Family). L'association ne dura que le temps d'un album studio et une tournée américaine pendant laquelle Clapton se lie d'amitié avec Delaney & Bonnie, les musiciens qui font la première partie de Blind Faith. Il partira en tournée européenne avec eux pendant laquelle sera enregistré l'album "live", On Tour with Eric Clapton qui sortira en mars 1970. Il se liera aussi d'amitié avec les Beatles et notamment avec George Harrison et John Lennon avec qui il partagea de nombreux enregistrements.
En 1970, il enregistre son premier album solo intitulé sobrement Eric Clapton qui se classa à la 14e place des charts britanniques et à la 13e place du Billboard 200 américain. C'est à se moment qu'il fait connaissance avec la musique de JJ Cale (encore inconnu à l'époque) dont il reprendra la chanson After Midnight sur l'album et qui sera aussi le premier single de la carrière solo de Clapton. Fin 1970, avec la section rythmique  de Delaney e& Bonnie (Jim Gordon et Carl Radle) et son claviériste Bobby Whitlock, il fonde Derek and the Dominos avec qui et l'apport de Duane Allman il enregistra l'album Layla and Other Assorted Love Songs. Duane Allman meurt en 1971 et le groupe se sépare.
Après trois années passées à combattre sa dépendance à la drogue et l'alcool et ne sortant de chez lui que pour participer sur les albums de ses amis, il fait un voyage en Jamaïque pendant lequel il fait la connaissance de Bob Marley. À son retour, il enregistre son deuxième album en solo 461 Ocean Boulevard dans lequel il reprend la chanson de Marley, "I Shot the Sheriff" qui se classa à la première place du Billboard Hot 100. L'album se classa à la première place du Billboard 200 américain, ainsi que dans les charts canadiens et atteindra la troisième place des charts britanniques. Cet album lancera définitivement la carrière solo de Clapton qui sortira jusqu'en 2018, vingt quatre albums studios, une quinzaine d'album en public et de nombreuses compilations.
Trois albums se classeront à la première place du Billboard 200 américain, 461 Ocean Boulevard, From the Cradle et l'album acoustique enregistré en public, Unplugged. Ce dernier sera l'album le plus vendu de Clapton, enregistrant la vente de plus dix millions d'albums rien qu'aux États-Unis.

## Albums

### Les débuts (années 1960)

#### AvecThe Yardbirds(1963-1965)
- 1964 : Five Live Yardbirds (live)
- 1965 : For Your Love
- 1965 : Sonny Boy Williamson & The Yardbirds : Live at the Crawdaddy
- 1965 : Having a Rave Up (uniquement en face B)
- 1981 : London 1963 : The First Recordings ! (compilation des premiers enregistrements live et singles des Yardbirds en 1963)
- 2003 : Live! Blueswailing July '64 (enregistré en public en juillet 1964)

#### AvecThe Immediate All-Stars(1965-1968)
- 1965 : Blues Anytime Vol. 1 - An Anthology Of British Blues (compilation dont Snake Drive, Tribute To Elmore et West Coast Idea sont les seuls morceaux enregistrés par Eric Clapton, avec les All-Stars mais uniquement à son nom)
- 1968 : Blues Anytime Vol. 2 - An Anthology Of British Blues (compilation dont Draggin' My Tail, Freight Loader et Choker sont les seuls morceaux enregistrés par Eric Clapton avec les All-Stars mais nommé seul en duo avec Jimmy Page)
- 1968 : Blues Anytime Vol. 3 - An Anthology Of British Blues (compilation dont Steelin', L.A. Breakdown, Chuckles, Down In The Boots et Someday Baby sont les seuls morceaux enregistrés par Eric Clapton avec les All-Stars et Miles Road par Eric Clapton seulement, en duo avec Jimmy Page)

#### AvecJohn Mayall & the Bluesbreakers(1965-1966)
- 22 juillet 1966 : Blues Breakers with Eric Clapton :  # 6 [1] ;   Or [2]
- 1977 : Primal Solos (captations live de concerts donnés au Flamingo Club à Londres en avril 1966 avec Eric Clapton à la guitare et Jack Bruce à la basse)

#### AvecEric Clapton's Powerhouse(1966)
- 1966 : What's Shakin' (compilation dont I Want To Know, Crossroads et Steppin' Out sont les seules chansons enregistrées par Clapton et le groupe)

#### AvecCream(1966-1968, reformé en 2005)
| Album                                                                                             | Charts | Charts | Certifications |
| Album                                                                                             | UK     | USA    | Certifications |
| ------------------------------------------------------------------------------------------------- | ------ | ------ | -------------- |
| Fresh Cream - Album studio - Sortie: 9 décembre 1966 - Label: Polydor                             | 6      | 39     | Or             |
| Disraeli Gears - Album studio - Sortie: 2 novembre 1967 - Label: Polydor                          | 5      | 4      | Or · Platine   |
| Wheels of Fire - Album studio / "live" - Sortie: 9 août 1968 - Label: Polydor                     | 3      | 1      | Or             |
| Goodbye - Album studio / "live" - Sortie: 5 février 1969 - Label: Polydor                         | 1      | 2      | Or             |
| Best of Cream - Compilation - Sortie: 24 octobre 1969 - Label: Polydor                            | 6      | 3      | Or             |
| Live Cream - Album "live" - Sortie: 1er avril 1970 - Label: Polydor                               | 4      | 15     | —              |
| Live Cream Volume II - Album "live" - Sortie: 2 mars 1972 - Label: Polydor                        | 15     | 27     | —              |
| Heavy Cream - Compilation - Sortie: 2 mars 1972 - Label: Polydor                                  | —      | 135    | —              |
| Strange Brew: The Very Best of Cream (en) - Compilation - Sortie: 1983 - Label: RSO               | —      | —      | —              |
| The Very Best of Cream - Compilation - Sortie: 9 mai 1995 - Label: Polydor                        | —      | —      | Or             |
| Those Were the Days - Coffret compilation 4 Cd - Sortie: 23 septembre 1997 - Label: Polydor       | —      | —      | —              |
| 20th Century Masters: The best of Cream - Compilation - Sortie: 29 février 2000 - Label: [Polydor | —      | —      | —              |
| BBC Sessions - Album live - Sortie: 25 mars 2003 - Label: Polydor                                 | 100    | —      | —              |
| Cream Gold - Compilation - Sortie: 26 avril 2005 - Label: Polydor                                 | —      | —      | —              |
| I Feel Free - Ultimate Cream - Compilation - Sortie: 26 avril 2005 - Label: [Polydor              | 6      | —      | Or             |
| Royal Albert Hall London May 2-3-5-6 2005 - Album live - Sortie: 4 octobre 2005 - Label: Reprise  | 61     | 59     | —              |
| Icon - Compilation - Sortie: 21 juin 2011 - Label: Polydor                                        | —      | —      | —              |
| Classic Album Collection - Coffret compilation 4 Cd - Sortie: 12 mai 2016 - Label: Polydor        | 80     | —      | —              |

#### AvecBlind Faith(1969)
| Album                                                               | Charts | Charts | Certifications |
| Album                                                               | UK     | USA    | Certifications |
| ------------------------------------------------------------------- | ------ | ------ | -------------- |
| Blind Faith - Album studio - Sortie: 1er août 1969 - Label: Polydor | 1      | 1      | Platine        |

#### AvecDelaney & Bonnie& Friends (1969-1970)
| Album                                                                          | Charts | Charts | Certifications |
| Album                                                                          | UK     | USA    | Certifications |
| ------------------------------------------------------------------------------ | ------ | ------ | -------------- |
| On Tour with Eric Clapton - Album studio - Sortie: 1er mars 1970 - Label: Atco | 1      | —      | —              |

#### AvecDerek and the Dominos(1970-1971)
| Album | Charts | Charts | Certifications |
| Album | UK     | USA    | Certifications |
| --- | ------ | ------ | -------------- |
| Layla and Other Assorted Love Songs - Album studio - Sortie: 1er mars 1970 - Label: Polydor                           | 68     | 16     | Or · Or        |
| In Concert - Album "live" - Sortie: 2 janvier 1973 - Label: Polydor                                                   | 36     | 20     | Or             |
| The Layla Sessions: 20th Anniversary Edition - Compilation coffret 3 Cd - Sortie: 1er septembre 1990 - Label: Polydor | —      | 157    | —              |
| Live at the Fillmore - Album "live" - Sortie: 22 février 1994 - Label: Polydor                                        | —      | —      | —              |

### En solo

#### Albums studio
| Album                                                                             | Charts | Charts | Charts | Charts | Charts    | Charts | Charts | Charts | Charts | Charts | Charts | Charts | Charts | Charts | Charts | Certifications                                                |
| Album                                                                             | UK     | ALL    | AUS    | AUT    | (V)/(W) , | CAN    | FIN    | FRA    | ITA    | NOR    | N-Z    | P-B    | SWE    | SUI    | USA    | Certifications                                                |
| --------------------------------------------------------------------------------- | ------ | ------ | ------ | ------ | --------- | ------ | ------ | ------ | ------ | ------ | ------ | ------ | ------ | ------ | ------ | ------------------------------------------------------------- |
| Eric Clapton - Sortie: 16 août 1970 - Label: Polydor                              | 14     | —      | —      | —      | — / —     | 18     | —      | —      | —      | 17     | —      | —      | —      | —      | 13     | —                                                             |
| 461 Ocean Boulevard - Sortie: 1er juillet 1974 - Label: RSO                       | 3      | 11     | —      | —      | — / —     | 1      | —      | —      | 24     | 4      | 38     | 4      | —      | —      | 1      | Or · Or                                                       |
| There's One in Every Crowd - Sortie: 1er mars 1975 - Label: RSO                   | 15     | —      | —      | —      | — / —     | 11     | —      | 15     | —      | —      | 24     | —      | —      | —      | 21     | —                                                             |
| No Reason to Cry - Sortie: 27 août 1976 - Label: RSO                              | 8      | —      | —      | —      | — / —     | 25     | —      | —      | —      | 13     | 18     | 9      | 24     | —      | 15     | Argent                                                        |
| Slowhand - Sortie: 7 mars 1977 - Label: RSO                                       | 23     | 66     | —      | —      | 130/89    | 2      | —      | 13     | —      | 5      | 32     | 17     | 41     | —      | 2      | Or · 2 × Platine · Or · 3 × Platine                           |
| Backless - Sortie: 25 novembre 1977 - Label: RSO                                  | 18     | —      | —      | 24     | — / —     | 6      | —      | 21     | —      | 2      | 22     | 22     | 28     | —      | 8      | Argent · Platine · Platine                                    |
| Another Ticket - Sortie: 17 février 1981 - Label: RSO                             | 18     | 26     | —      | —      | — / —     | 7      | —      | 9      | —      | 5      | 3      | 38     | 26     | —      | 7      | Or · Or                                                       |
| Money and Cigarettes - Sortie: 17 février 1983 - Label: Duck Records              | 13     | 22     | —      | —      | — / —     | 17     | —      | —      | —      | 3      | 11     | 16     | 5      | —      | 16     | —                                                             |
| Behind the Sun - Sortie: 11 mars 1985 - Label: Duck Records                       | 8      | 15     | —      | 30     | — / —     | 20     | —      | —      | —      | 5      | 21     | 5      | 10     | 3      | 34     | Platine                                                       |
| August - Sortie: 24 novembre 1986 - Label: Duck Records                           | 3      | 32     | —      | —      | — / —     | 37     | —      | —      | —      | 12     | 38     | 29     | 7      | 23     | 37     | Platine · Or                                                  |
| Journeyman - Sortie: 7 novembre 1989 - Label: Duck Records                        | 2      | 16     | 27     | 29     | — / —     | 7      | —      | 17     | 11     | 2      | 43     | 9      | 3      | 7      | 16     | Platine · Platine · Or · Or · Or · 2 × Platine                |
| From the Cradle - Sortie: 13 septembre 1994 - Label: Duck Records                 | 1      | 6      | 6      | 1      | 24 / —    | 2      | —      | 6      | 10     | 4      | 2      | 3      | 2      | 1      | 1      | Or · Or · Or · 2 × Or · Platine · Or · 3 × Platine            |
| Pilgrim - Sortie: 10 mars 1998 - Label: Reprise                                   | 6      | 3      | 17     | 4      | 9 / 6     | 5      | 5      | 5      | 3      | 1      | 10     | 7      | 3      | 4      | 4      | Or · Or · Or · Or · 2 × Platine · Or · Platine · Or · Platine |
| Reptile - Sortie: 13 mars 2001 - Label: Reprise                                   | 7      | 2      | 20     | 2      | 10 / 13   | 11     | 5      | 9      | 8      | 7      | 15     | 9      | 9      | 2      | 5      | Or · Or · Or · Or · Or                                        |
| Me and Mr. Johnson - Sortie: 23 mars 2004 - Label: Reprise                        | 10     | 8      | 23     | 5      | 12 / 16   | 3      | 11     | 3      | 9      | 14     | 14     | 12     | 7      | 7      | 6      | Or · Or · Or                                                  |
| Sessions for Robert J - Sortie: 7 décembre 2004 - Label: Reprise                  | —      | —      | —      | —      | — / —     | —      | —      | 120    | —      | —      | —      | —      | —      | —      | 172    | —                                                             |
| Back Home - Sortie: 29 août 2005 - Label: Reprise                                 | 19     | 2      | —      | 9      | 29 / 11   | —      | 16     | 16     | 4      | 6      | —      | 9      | 5      | 4      | 13     | Or                                                            |
| Clapton - Sortie: 27 septembre 2010 - Label: Reprise                              | 7      | 3      | 21     | 5      | 16 / 8    | 7      | 16     | —      | 6      | 5      | 11     | 9      | 5      | 4      | 6      | Or · Or                                                       |
| Old Sock - Sortie: 12 mars 2013 - Label: Reprise                                  | 13     | 5      | 22     | 7      | 16 / 11   | 12     | 19     | 21     | 11     | 7      | 11     | 7      | 14     | 11     | 7      | —                                                             |
| I Still Do - Sortie: 20 mai 2016 - Label: Bushbranch Records                      | 6      | 5      | 10     | 3      | 10 / 4    | 11     | 48     | 9      | 12     | 12     | 5      | 5      | 13     | 1      | 6      | —                                                             |
| Happy Xmas - Sortie: 12 octobre 2018 - Label: Bushbranch Records                  | 97     | 37     | —      | 45     | 64 / 76   | 97     | —      | —      | 75     | —      | —      | 103    | —      | 73     | 84     | —                                                             |
| Meanwhile - Sortie: 24 janvier 2025 - Label: Bushbranch Records / Surfdog Records | —      | 5      | —      | 4      | 170 / 26  | —      | —      | 91     | 64     | —      | —      | —      | —      | 4      | —      | —                                                             |
| "—" indique que l'album n'entra pas dans les classements musicaux de ces pays.    |        |        |        |        |           |        |        |        |        |        |        |        |        |        |        |                                                               |

#### Albums live
| Album | Charts | Charts | Charts | Charts | Charts    | Charts | Charts | Charts | Charts | Charts | Charts | Charts | Charts | Charts | Certifications |
| Album | UK     | ALL    | AUS    | AUT    | (V)/(W) , | CAN    | FRA    | ITA    | NOR    | N-Z    | P-B    | SWE    | SUI    | USA    | Certifications |
| --- | ------ | ------ | ------ | ------ | --------- | ------ | ------ | ------ | ------ | ------ | ------ | ------ | ------ | ------ | --- |
| Eric Clapton's Rainbow Concert - Sortie: 10 septembre 1973 - Label: RSO                                                 | 19     | —      | —      | —      | — / —     | 53     | —      | —      | —      | —      | —      | —      | —      | 18     | Argent |
| E.C. Was Here - Sortie: 1er août 1975 - Label: RSO                                                                      | 14     | 34     | —      | —      | — / —     | 10     | 13     | —      | 13     | —      | —      | —      | —      | 20     | Argent |
| Just One Night - Sortie: 16 avril 1980 - Label: RSO                                                                     | 3      | 16     | —      | —      | — / —     | 7      | 21     | —      | 13     | 3      | 36     | 44     | —      | 2      | Argent · Platine · Or |
| Time Pieces Vol.II Live in the Seventies - Sortie:1983 - Label: Polydor                                                 | —      | —      | —      | —      | — / —     | —      | —      | —      | —      | 28     | —      | —      | —      | —      | — |
| 24 Nights - Sortie: 8 octobre 1991 - Label: Duck Records                                                                | 17     | 48     | 49     | —      | — / —     | 33     | —      | —      | —      | 49     | 36     | —      | 19     | 38     | Or · Or |
| Unplugged - Sortie: 25 août 1992 - Label: Duck Records                                                                  | 2      | 3      | 1      | 3      | 107/42    | 1      | 8      | 42     | 6      | 1      | 1      | 3      | 3      | 1      | 4 × Platine · 5 × Or · 2 × Platine · 8 × Platine · Diamant · 2 × Platine · Or · Platine · 4 × Platine · 2 × Platine · 10 × Platine |
| Crossroads II: Live in the Seventies - Sortie: 2 avril 1996 - Label: Polydor - Coffret 4 Cd                             | —      | —      | —      | —      | — / —     | —      | —      | —      | —      | —      | —      | —      | —      | 137    | — |
| One More Car, One More Rider - Sortie: 5 novembre 2002 - Label: Duck Records                                            | 69     | 21     | —      | 37     | —/37      | —      | 73     | 33     | 15     | —      | —      | 40     | 26     | 43     | — |
| Crossroad Guitar Festival 2013 - Sortie: 18 novembre 2013 - Label: Rhino                                                | —      | 5      | —      | 63     | 101/76    | —      | 74     | 60     | —      | —      | —      | —      | 50     | —      | — |
| Slowhand at 70 – Live at the Royal Albert Hall - Sortie: 13 novembre 2015 - Label: Eagle Vision - 2 CD + DVD-V+ Blu-ray | —      | 6      | —      | —      | —/170     | —      | —      | —      | —      | —      | 75     | —      | 19     | —      | — |
| Crossroads Revisited - Sortie: 1er juillet 2016 - Label: Rhino                                                          | —      | 10     | 30     | 12     | 31/30     | —      | 75     | 29     | —      | —      | 39     | —      | 14     | —      | — |
| Live in San Diego - Sortie: 30 septembre 2016 - Label: Reprise Records                                                  | 60     | 20     | —      | 23     | 25/28     | —      | 54     | 17     | —      | —      | 36     | —      | 9      | 47     | — |
| Crossroads Guitar Festival 2019 - Sortie: 20 novembre 2020 - Label: Rhino                                               | —      | 6      | —      | —      | 169/182   | —      | —      | —      | —      | —      | —      | —      | 8      | —      | — |
| The Lady in the Balcony : Lockdown Sessions - Sortie : 12 novembre 2021 - Label : Mercury Studios                       | —      | —      | —      | —      | —         | —      | —      | —      | —      | —      | —      | —      | —      | —      | — |
| Nothing but the Blues - Sortie : 24 juin 2022 - Label : Reprise Records                                                 | —      | —      | —      | —      | —         | —      | —      | —      | —      | —      | —      | —      | —      | —      | — |
| To Save a Child: An Intimate Live Concert - Sortie:26 avril 2024 - Label: Surfdog Rec. / Bushbranch                     | —      | 24     | —      | 13     | 133 / —   | —      | —      | —      | —      | —      | —      | —      | —      | —      | — |
| "—" indique que l'album n'entra pas dans les classements musicaux de ces pays.                                          |        |        |        |        |           |        |        |        |        |        |        |        |        |        | |

#### Albums en collaboration
| Album | Charts | Charts | Charts | Charts | Charts    | Charts | Charts | Charts | Charts | Charts | Charts | Charts | Charts | Charts | Charts | Certifications                                                     |
| Album | UK     | ALL    | AUS    | AUT    | (V)/(W) , | CAN    | FIN    | FRA    | ITA    | NOR    | N-Z    | P-B    | SWE    | SUI    | USA    | Certifications                                                     |
| --- | ------ | ------ | ------ | ------ | --------- | ------ | ------ | ------ | ------ | ------ | ------ | ------ | ------ | ------ | ------ | ------------------------------------------------------------------ |
| Riding with the King - Album studio avec B.B. King - Sortie: 13 juin 2000 - Label: Duck Records                                 | 15     | 2      | 5      | 3      | 26/17     | 13     | 11     | 11     | 4      | 1      | 2      | 6      | 8      | 3      | 3      | Or · Or · Or · Or · Platine · Or · Platine · Or · Or · 2 × Platine |
| The Road to Escondido - Album studio avec J.J. Cale - Sortie: 7 novembre 2006 - Label: Duck Records                             | 50     | 2      | 43     | 3      | 15/12     | —      | 14     | 10     | 7      | 3      | 1      | 5      | 4      | 7      | 23     | Argent · Or · Or · Platine · Or · Or · Or                          |
| Live at Madison Square Garden - Album live avec Steve Winwood - Sortie: 19 mai 2009 - Label: Duck Records                       | 40     | 8      | —      | 25     | 64/46     | —      | —      | —      | 13     | 31     | —      | 60     | 44     | 33     | 14     | Or ·                                                               |
| Play the Blues: Live from Jazz at Lincoln Center - Album live avec Wynton Marsalis - Sortie: 13 septembre 2011 - Label: Reprise | 40     | 8      | 17     | 11     | 31/35     | —      | 33     | —      | 15     | 13     | 40     | 21     | 51     | 18     | 31     | · 3 × Or                                                           |
| The Breeze: An Appreciation of JJ Cale - Album studio avec des invités - Sortie: 29 juillet 2014 - Label: Bushbranch / Surfdog  | 3      | 2      | —      | 8      | 7/5       | 2      | 20     | 17     | 11     | 2      | 3      | 1      | 40     | 2      | 2      | Argent · Or · Or                                                   |

#### Compilations
| Album | Charts | Charts | Charts | Charts | Charts    | Charts | Charts | Charts | Charts | Charts | Charts | Charts | Charts | Charts | Charts | Certifications                                                |
| Album | UK     | ALL    | AUS    | AUT    | (V)/(W) , | CAN    | FIN    | FRA    | ITA    | NOR    | N-Z    | P-B    | SWE    | SUI    | USA    | Certifications                                                |
| --- | ------ | ------ | ------ | ------ | --------- | ------ | ------ | ------ | ------ | ------ | ------ | ------ | ------ | ------ | ------ | ------------------------------------------------------------- |
| The History of Eric Clapton - Sortie: 1er mars 1972 - Label: Polydor                                               | 20     | —      | —      | —      | —/—       | —      | —      | —      | —      | —      | —      | —      | —      | —      | 6      | Or                                                            |
| Eric Clapton at His Best - Sortie: 1er septembre 1972 - Label: Polydor, RSO                                        | —      | —      | —      | —      | —/—       | 63     | —      | —      | —      | —      | —      | —      | —      | —      | 87     | —                                                             |
| Clapton - Sortie: 1973 - Label: Polydor                                                                            | —      | —      | —      | —      | —/—       | —      | —      | —      | —      | —      | —      | —      | —      | —      | —      |                                                               |
| Time Pieces: The Best of Eric Clapton - Sortie: 14 mai 1982 - Label: RSO                                           | 20     | —      | —      | —      | —/—       | —      | —      | —      | —      | —      | 22     | 65     | —      | —      | 101    | Or · Platine · 2 × Platine · Platine · Or · 7 × Platine       |
| Backtrackin' - Sortie: 1er mai 1984 - Label: Polydor                                                               | 29     | —      | —      | —      | —/—       | —      | —      | —      | —      | —      | 35     | 79     | —      | —      | —      | Argent                                                        |
| The Cream of Eric Clapton - Sortie: 1er septembre 1987 - Label: RSO                                                | 3      | —      | 12     | —      | —/—       | —      | —      | —      | —      | 4      | 9      | 78     | 3      | —      | —      | 3 × Platine · Or                                              |
| Crossroads - Sortie: 18 avril 1988 - Label: Polydor                                                                | —      | —      | —      | —      | —/—       | —      | —      | —      | —      | —      | —      | 17     | —      | —      | 34     | 3 × Platine                                                   |
| Eric Clapton Story - Sortie: 1990 - Label:                                                                         | —      | 17     | —      | 24     | —/—       | —      | —      | 9      | —      | —      | —      | 8      | —      | —      | —      | · Or · Or · Or                                                |
| Stages - Sortie: 27 mai 1993 - Label: Spectrum Music                                                               | —      | —      | —      | —      | —/—       | —      | —      | —      | —      | —      | —      | —      | —      | —      | —      | Argent                                                        |
| The Best of Eric Clapton - Sortie: 7 mars 1995 - Label: Polydor                                                    | 52     | 17     | —      | —      | —/—       | —      | —      | 154    | —      | —      | —      | —      | —      | —      | 80     | Or · Or · Platine · Or · 2 × Platine                          |
| Blues - Sortie: 27 juillet 1999 - Label: Polydor                                                                   | 52     | —      | —      | —      | —/—       | —      | —      | 23     | —      | —      | —      | —      | —      | —      | 52     | Or                                                            |
| Clapton Chronicles: The Best of Eric Clapton - Sortie: 12 octobre 1999 - Label: Reprise Records                    | 6      | 3      | 16     | 1      | 16/8      | 11     | 2      | 3      | 21     | 3      | 12     | 17     | 1      | 19     | 20     | 2 × Platine · Platine · Platine · Platine · Or · Or · Platine |
| Strickly the Blues / The Blues Years - Sortie: 1994 / 1996 - Label: Kaz Records / Pulse                            | —      | —      | —      | —      | —/—       | —      | —      | —      | —      | —      | —      | —      | —      | —      | —      | Argent                                                        |
| 20th Century Masters – The Millennium Collection: The Best of Eric Clapton - Sortie: 15 juin 2004 - Label: Polydor | —      | —      | —      | —      | —/—       | 48     | —      | —      | —      | —      | —      | —      | —      | —      | 66     | —                                                             |
| Complete Clapton - Sortie: 9 octobre 2007 - Label:                                                                 | 2      | 41     | 38     | 20     | 51/20     | —      | —      | 15     | 33     | 5      | 14     | 15     | 11     | 6      | 14     | 2 × Platine · Or · Or                                         |
| Icon - Sortie: 5 avril 2011 - Label: Polydor                                                                       | —      | —      | —      | —      | —/—       | —      | —      | —      | —      | —      | —      | —      | —      | —      | 114    | —                                                             |
| Forever Man - Sortie: 28 avril 2015 - Label: Reprise                                                               | 8      | 4      | —      | 22     | 21/12     | —      | —      | 61     | 18     | 38     | 37     | 3      | 46     | 7      | 48     | —                                                             |

## Singles

### Les débuts (années 1960)
- Singles suivis, si possible, de leur place dans les charts anglais (UK) ou américains (US) au moment de leur sortie.
- Le titre de la face B indiqué est celui de la version britannique du single ou à défaut celui du pays principal de parution.

Avec les Yardbirds (1963-1965)
- Juin 1964: I Wish You Would / A Certain Girl
- Octobre 1964: Good Morning Little Schoolgirl / I Ain't Got You
- Février 1965: For Your Love / Got to Hurry (#3 UK, #6 US)

Avec John Mayall & the Bluesbreakers (1965-1966)
- Octobre 1965: I'm Your Witchdoctor / Telephone Blues
- Août 1966: Lonely Years / Bernard Jenkins
- Septembre 1966: Parchman Farm / Key to Love

Avec Cream (1966-1968)
- Octobre 1966: Wrapping Paper / Cat's Squirrel (UK #34)
- Décembre 1966: I Feel Free / N.S.U. (UK #11)
- Juin 1967: Strange Brew / Tales of Brave Ulysses (UK #17)
- Mai 1968: Anyone For Tennis / Pressed Rat and Warthog (UK #40, US #64)
- Septembre 1968: Sunshine of Your Love / SWLABR (UK #25, US #5)
- Septembre 1968: Spoonful part 1 / Spoonful part 2
- Janvier 1969: White Room / Those Were the Days (UK #28, US #6)
- Janvier 1969: Crossroads / Passing the Time (US #28)
- Avril 1969: Badge / What a Bringdown (UK #18, US #60)
- 1969: Comin' Home (#16 UK)
- Juin 1970: Sweet Wine / Lawdy Mama

Avec Derek and the Dominos (1970)
- Juillet 1972: Layla / Bell Bottom Blues (#7 UK, #10 US)
- Avril 1973: Why Does Love Got to Be So Sad (live) / Presence of the Lord (live)
- 1982: Layla (#4 UK)

### Carrière solo (de1970à nos jours)

#### Années 1970
- Le titre de la face B indiqué est celui de la version britannique du single ou à défaut celui du pays principal de parution.

| Année                                                                          | Single                                                  | Classement | Classement | Classement | Classement | Classement | Classement | Classement | Classement | Classement | Classement | Classement       | De l'album                 |
| Année                                                                          | Single                                                  | UK         | ALL        | AUT        | BEL(V)     | BEL(W)     | CAN        | FRA        | ITA        | N-Z        | P-B        | US hot 100       | De l'album                 |
| ------------------------------------------------------------------------------ | ------------------------------------------------------- | ---------- | ---------- | ---------- | ---------- | ---------- | ---------- | ---------- | ---------- | ---------- | ---------- | ---------------- | -------------------------- |
| 1970                                                                           | "After Midnight" - Face B: "Easy Now"                   | —          | —          | —          | —          | —          | 10         | —          | —          | —          | 19         | 18               | Eric Clapton               |
| 1970                                                                           | "Blues Power" - Face B: "Bottle of Red Wine"            | —          | —          | —          | —          | —          | —          | —          | —          | —          | —          | —                | Eric Clapton               |
| 1972                                                                           | "Let It Rain" - Face B: "Easy Now"                      | —          | —          | —          | —          | —          | 42         | —          | —          | —          | —          | 48               | Eric Clapton at his Best   |
| 1974                                                                           | "I Shot the Sheriff" - Face B: "Give Me Strength"       | 9          | 4          | 19         | 7          | 20         | 1          | 28         | —          | —          | 5          | 1                | 461 Ocean Boulevard        |
| 1974                                                                           | "Willie and the Hand Jive" - Face B: "Mainline Florida" | —          | —          | —          | —          | —          | 31         | —          | —          | —          | 28         | 26               | 461 Ocean Boulevard        |
| 1975                                                                           | "Swing Low, Sweet Chariot" - Face B: "Pretty Blue Eyes" | 19         | —          | —          | —          | —          | —          | —          | —          | 15         | 26         | —                | There's One in Every Crowd |
| "Knockin' on Heaven's Door" - Face B: "Someone Like You"                       | 38                                                      | —          | —          | —          | —          | —          | 46         | 24         | —          | —          | —          | Non-album single |                            |
| 1976                                                                           | "Hello old Friend" - Face B: "All Our past Times"       | —          | —          | —          | —          | —          | 37         | —          | —          | —          | —          | 24               | No Reason to Cry           |
| 1976                                                                           | "Carnival" - Face B: "Hungry"                           | —          | —          | 22         | —          | —          | —          | —          | —          | —          | —          | —                | No Reason to Cry           |
| 1977                                                                           | "Lay Down Sally" - Face B: "Cocaine"                    | 39         | —          | —          | —          | —          | 3          | 44         | —          | 16         | —          | 3                | Slowhand                   |
| 1977                                                                           | "Wonderful Tonight" - Face B: "Peaches and Diesel"      | —          | —          | —          | 5          | —          | 15         | —          | —          | 26         | 2          | 16               | Slowhand                   |
| 1978                                                                           | "If I Don't Be There By Morning" - Face B: "Tulsa Time" | —          | —          | —          | —          | —          | —          | —          | —          | —          | —          | —                | Backless                   |
| 1978                                                                           | "Promises" - Face B: "Watch Out for Lucy"               | 37         | —          | —          | —          | —          | 7          | 71         | —          | 35         | 40         | 9                | Backless                   |
| "—" indique que l'album n'entra pas dans les classements musicaux de ces pays. |                                                         |            |            |            |            |            |            |            |            |            |            |                  |                            |

#### Années 1980
| 1980                                                                           | "Tulsa Time" (live) - Face B: "Wonderful Tonight" (live)     | —  | —  | —  | 58 | —  | —  | —  | 30 | —  | Just One Night              |
| 1980                                                                           | "Blues Power" (live) - Face B: "Early In the Morning" (live) | —  | —  | —  | —  | —  | —  | —  | 76 | —  | Just One Night              |
| 1981                                                                           | "I Can't Stand It" - Face B: "Black Rose"                    | —  | —  | 15 | 62 | —  | —  | —  | 10 | 1  | Another Ticket              |
| 1981                                                                           | "Another Ticket" - Face B: "Rita Mae"                        | —  | —  | —  | —  | —  | —  | —  | 78 | —  | Another Ticket              |
| 1982                                                                           | "I shot the Sheriff" (1982) - Face B: "Cocaine"              | 64 | —  | —  | —  | —  | —  | —  | —  | —  | Non-Album single            |
| 1983                                                                           | "I've Got a Rock 'n' Roll Heart" - Face B: "Man In Love"     | 83 | —  | 17 | —  | —  | 29 | —  | 18 | 24 | Money and Cigarettes        |
| 1983                                                                           | "Slow Down Linda" - Face B: "Crazy Country Hop"              | —  | —  | —  | —  | —  | —  | —  | —  | —  | Money and Cigarettes        |
| 1983                                                                           | "The Shape You're In" - Face B: "Crosscut Saw"               | 75 | —  | —  | —  | —  | —  | —  | —  | —  | Money and Cigarettes        |
| 1985                                                                           | "Forever Man" - Face B: "Too Bad"                            | 51 | 22 | 75 | —  | —  | —  | 15 | 26 | 1  | Behind the Sun              |
| 1985                                                                           | "See What Love Can Do" - Face B: "She's Waiting"             | —  | —  | —  | —  | —  | —  | —  | 89 | 20 | Behind the Sun              |
| 1985                                                                           | "She's Waiting" - Face B: "Jailbait"                         | —  | —  | —  | —  | —  | —  | —  | —  | 11 | Behind the Sun              |
| 1985                                                                           | "Edge of Darkness" - Face B: "Shoot Out"                     | 65 | —  | —  | —  | —  | —  | —  | —  | —  | Edge of Darkness Soundtrack |
| 1986                                                                           | "Holy Mother" - Face B: "Tangled In Love"                    | 95 | —  | —  | —  | —  | —  | —  | —  | —  | August                      |
| 1986                                                                           | "Behind the Mask" - Face B: "Grand Illusion"                 | 15 | —  | —  | —  | 24 | —  | —  | —  | —  | August                      |
| 1987                                                                           | "It's in the Way That You Use It" - Face B: "Grand Illusion" | 77 | —  | —  | —  | —  | —  | —  | —  | 1  | August                      |
| 1987                                                                           | "Tearing Us Apart" - Face B: "Hold On"                       | 56 | 34 | —  | —  | —  | —  | 30 | —  | 5  | August                      |
| 1988                                                                           | "After Midnight" - Face B: "Layla"                           | 99 | —  | —  | —  | —  | —  | —  | —  | 4  | Crossroads                  |
| 1989                                                                           | "Running On Faith" - Face B: "Hound Dog"                     | —  | —  | —  | —  | —  | —  | —  | —  | 15 | Journeyman                  |
| 1989                                                                           | "Bad Love" - Face B: "Before You Accuse Me"                  | 25 | —  | 36 | 90 | —  | —  | 83 | 88 | 1  | Journeyman                  |
| "—" indique que l'album n'entra pas dans les classements musicaux de ces pays. |                                                              |    |    |    |    |    |    |    |    |    |                             |

#### Années 1990
| Année                                                                          | Single                                                    | Classement | Classement | Classement | Classement | Classement | Classement | Classement | Classement | Classement | Classement | Classement | Classement | Classement | Classement | De l'album                                   |
| Année                                                                          | Single                                                    | UK         | ALL        | AUS        | AUT        | BEL(W)     | CAN        | FRA        | ITA        | N-Z        | P-B        | SWE        | SUI        | US hot 100 | US Main.   | De l'album                                   |
| ------------------------------------------------------------------------------ | --------------------------------------------------------- | ---------- | ---------- | ---------- | ---------- | ---------- | ---------- | ---------- | ---------- | ---------- | ---------- | ---------- | ---------- | ---------- | ---------- | -------------------------------------------- |
| 1990                                                                           | "No Alibis" - Face B: "Running On Faith"                  | 53         | —          | —          | —          | —          | —          | —          | —          | —          | —          | —          | —          | —          | 4          | Journeyman                                   |
| 1990                                                                           | "Pretending" - Face B: "Before You Accuse Me"             | 96         | —          | —          | —          | —          | 24         | —          | —          | —          | 29         | —          | —          | 55         | 1          | Journeyman                                   |
| 1990                                                                           | "Run So Far" - Face B: "Running On Faith"                 | —          | —          | —          | —          | —          | —          | —          | —          | —          | —          | —          | —          | —          | 40         | Journeyman                                   |
| 1991                                                                           | "Wonderful Tonight" (live) - Face B: "Edge of Darkness"   | 30         | —          | —          | —          | —          | —          | —          | —          | —          | —          | —          | —          | —          | —          | 24 Nights                                    |
| 1992                                                                           | "Tears In Heaven" - Face B: "Tracks and Lines"            | 5          | 42         | 37         | 10         | —          | 1          | —          | —          | 1          | 13         | 24         | 7          | 2          | 9          | B.O. du film Rush                            |
| 1992                                                                           | "Layla (acoustic)" - Face B: "Tears In Heaven (acoustic)" | 45         | 35         | 7          | —          | —          | 1          | —          | —          | —          | 8          | —          | 28         | 12         | 9          | Unplugged                                    |
| 1994                                                                           | "Motherless Child" - Face B: "Driftin' Blues"             | 63         | —          | —          | —          | —          | 9          | —          | —          | —          | —          | —          | —          | —          | 23         | From the Cradle                              |
| 1994                                                                           | "It Hurts Me Too" - Face B: "Someday After a While"       | —          | —          | —          | —          | —          | —          | —          | —          | —          | —          | —          | —          | —          | —          | From the Cradle                              |
| 1996                                                                           | "Change the World" - Face B: "Danny Boy"                  | 18         | 30         | 8          | 10         | 27         | 1          | 7          | 22         | 3          | 24         | 22         | 21         | 5          | —          | B.O. du film Phenomenon                      |
| 1998                                                                           | "Born In Time" - Face B: "Born In Time (remix)"           | —          | 88         | —          | —          | —          | —          | —          | —          | —          | —          | —          | —          | —          | —          | Pilgrim                                      |
| 1998                                                                           | "Circus" - Face B: "Wonderful Tonight"                    | 39         | —          | —          | —          | —          | —          | —          | —          | —          | 92         | —          | —          | —          | —          | Pilgrim                                      |
| 1998                                                                           | "My Father's Eyes" - Face B: "Change the World"           | 33         | 57         | —          | 18         | —          | 2          | 23         | 26         | —          | 72         | —          | 31         | —          | 26         | Pilgrim                                      |
| 1998                                                                           | "Pilgrim" - Face B: "Pilgrim (remix)"                     | —          | —          | —          | —          | —          | —          | —          | —          | —          | —          | —          | —          | —          | —          | Pilgrim                                      |
| 1999                                                                           | "Blue Eyes Blue" - Face B: "Circus"                       | 94         | 84         | —          | —          | —          | 30         | —          | —          | —          | —          | —          | —          | —          | —          | Clapton Chronicles: The Best of Eric Clapton |
| 1999                                                                           | "(I) Get Lost" - Face B: "Get Lost (soundtrack version)"  | —          | 83         | —          | —          | —          | —          | —          | —          | —          | —          | —          | —          | —          | —          | B.O. du film Story Of Us                     |
| "—" indique que l'album n'entra pas dans les classements musicaux de ces pays. |                                                           |            |            |            |            |            |            |            |            |            |            |            |            |            |            |                                              |

#### Années 2000&Années 2010
| Année                                                                          | Single                                                                 | Classement | Classement | Classement | Classement | De l'album            |
| Année                                                                          | Single                                                                 | UK         | FRA        | SUI        | US Main.   | De l'album            |
| ------------------------------------------------------------------------------ | ---------------------------------------------------------------------- | ---------- | ---------- | ---------- | ---------- | --------------------- |
| 2000                                                                           | "Riding With the King" - Face B: "Key to the Highway"                  | —          | 47         | —          | 26         | Riding with the King  |
| 2000                                                                           | "Marry You" - Face B: "Three O'Clock Blues"                            | —          | —          | —          | —          | Riding with the King  |
| 2000                                                                           | "Come Rain or Come Shine" - Face B: "Ten Long Years"                   | —          | —          | —          | —          | Riding with the King  |
| 2000                                                                           | "Worried Life Blues" - Face B: "Days of Old"                           | —          | —          | —          | —          |                       |
| 2001                                                                           | "I Ain't Gonna Stand for It" - Face B: "Losing Hands"                  | 99         | 31         | 63         | —          | Reptile               |
| 2004                                                                           | "If I Had Possession Over Judgment Day" - Face B: "Come On My Kitchen" | —          | —          | —          | —          | Me and Mr. Johnson    |
| 2005                                                                           | "Say What You Will" - Face B: —                                        | —          | —          | —          | —          | Back Home             |
| 2006                                                                           | "Ride the River" - Face B: —                                           | —          | —          | —          | —          | The Road to Escondido |
| 2010                                                                           | "Diamonds Made from Rain" - Face B: —                                  | —          | —          | —          | —          | Clapton               |
| 2013                                                                           | "Every Little Thing" - Face B: "No Sympathy"                           | —          | —          | —          | —          | Old Sock              |
| 2016                                                                           | "Can't Let You Do It" - Face B: —                                      | —          | —          | —          | —          | I Still Do            |
| 2016                                                                           | "Motherless Child" (live) - Face B: —                                  | —          | —          | —          | —          | Live In san Diego     |
| "—" indique que l'album n'entra pas dans les classements musicaux de ces pays. |                                                                        |            |            |            |            |                       |

#### Certifications des singles
| Single               | Pays           | Certification | Date              |
| -------------------- | -------------- | ------------- | ----------------- |
| "I Shot the Sheriff" | (RIAA)         | Or            | 19 septembre 1974 |
| "Lay Down Sally"     | (RIAA)         | Or            | 17 avril 1978     |
| "Tears In Heaven"    | (BPI)          | Or            | 13 novembre 2020  |
| "Tears In Heaven"    | (RIAA)         | Platine       | 15 avril 1992     |
| "Tears In Heaven"    | (RIANZ)        | Or            | 27 octobre 1996   |
| "Change the World"   | (SNEP)         | Or            | 4 juillet 1996    |
| "Change the World"   | (RIAA)         | Or            | 12 septembre 1996 |
| "Change the World"   | ([RIANZ)       | Or            | 27 octobre 1996   |
| "Cocaine"            | (Music Canada) | Or            | 1er octobre 1980  |
| "Cocaine"            | (BPI)          | Argent        | 10 avril 2020     |
| "Cocaine"            | (FIMI)         | Or            | 2017              |
| "Wonderful Tonight"  | (BPI)          | Or            | 19 avril 2019     |
| "Wonderful Tonight"  | (RIAA)         | Or            | 6 juin 2005       |

## Principales collaborations
Années 60 & 70
| Année | Artiste(s)                                            | Titre(s) | Album                                                         | Notes                                           | Ref     |
| ----- | ----------------------------------------------------- | --- | ------------------------------------------------------------- | ----------------------------------------------- | ------- |
| 1967  | Bonzo Dog Doo-Dah Band                                | "The Intro and the Outro" (non crédité)                                                                            | Gorilla                                                       | ukulele                                         | —       |
| 1968  | George Harrison                                       | Ski-ing (non crédité)                                                                                              | Wonderwall Music                                              | B.O. du film Wonderwall                         | [ 110 ] |
| 1968  | The Beatles                                           | While My Guitar Gently Weeps (non crédité)                                                                         | The Beatles                                                   | guitare solo                                    | [ 111 ] |
| 1968  | The Mothers of Invention                              | "Are You Hung Up?" & "Nasal Retentive Calliope Music."                                                             | We're Only in It for the Money                                | dialogue                                        | [ 112 ] |
| 1968  | Aretha Franklin                                       | "Good to Me as I Am to You"                                                                                        | Lady Soul                                                     | guitare                                         | [ 113 ] |
| 1969  | Plastic Ono Band                                      | tous | Live Peace in Toronto 1969                                    | guitare, chœurs                                 | [ 114 ] |
| 1969  | Jackie Lomax                                          | sur tout l'album                                                                                                   | Is This What You Want?                                        | guitare solo                                    | [ 115 ] |
| 1969  | Billy Preston                                         | tous | That's the Way God Planned It                                 | guitare                                         | [ 116 ] |
| 1970  | Doris Troy                                            | tous | Doris Troy                                                    | guitare                                         | —       |
| 1970  | Stephen Stills                                        | "Go Back Home" | Stephen Stills                                                | guitare solo                                    | [ 117 ] |
| 1970  | Billy Preston                                         | "Right Now", "Use What You Got" & "Encouraging Words"                                                              | Encouraging Words                                             | guitare                                         | —       |
| 1970  | Leon Russell                                          | "Prince of Peace", "New Sweet Home Chicago" & "Jamming with Eric"                                                  | Leon Russell                                                  | guitare                                         | —       |
| 1970  | Shawn Phillips                                        | "Man Hole Covered Wagon"                                                                                           | Contribution                                                  | guitare                                         | [ 118 ] |
| 1970  | King Curtis                                           | "Teasin'" | Get Ready                                                     | guitare solo                                    | [ 119 ] |
| 1970  | George Harrison                                       | tous | All Things Must Pass                                          | guitares, chœurs                                | [ 120 ] |
| 1971  | Howlin' Wolf                                          | tous | The London Howlin' Wolf Sessions                              | guitare solo                                    | [ 121 ] |
| 1971  | Stephen Stills                                        | "Fishes and Scorpions"                                                                                             | Stephen Stills 2                                              | guitare                                         | [ 122 ] |
| 1971  | Dr. John                                              | 6 titres | The Sun, Moon & Herbs                                         | guitare slide                                   | [ 123 ] |
| 1971  | Yoko Ono                                              | "Don't Worry Kyoko"                                                                                                | Fly                                                           | guitare                                         | [ 124 ] |
| 1971  | George Harrison & Friends                             | "Wah Wah", "My Sweet Lord", "That's The Way God Planned It", "While My Guitar Gently Weeps" & "Come On My Kitchen" | The Concert for Bengladesh                                    | guitare                                         | [ 125 ] |
| 1972  | Bobby Whitlock                                        | "Where There's a Will", "A Day Without Jesus", "The Scenery Has Slowly Changed"                                    | Bobby Whitlock                                                | guitare                                         | [ 126 ] |
| 1972  | James Luther Dickinson                                | "The Jugement" | Dixie Fried                                                   | guitare                                         | [ 127 ] |
| 1972  | Buddy Guy & Junior Wells                              | tous les titres sauf "This Old Fool" et "Honeydripper"                                                             | Play the Blues                                                | guitare rythmique et slide                      | [ 128 ] |
| 1973  | Artistes variés                                       | "No One Knows", "Road Song" & "Getting Back to Molly"                                                              | Music from Free Creek                                         | guitare, apparait sous le surnom de "King Cool" | [ 129 ] |
| 1974  | Freddie King                                          | "Sugar Sweet" | Burglar                                                       | guitare                                         | [ 130 ] |
| 1975  | The Who                                               | "Eyesight to the Blind"                                                                                            | B.O. du film Tommy                                            | chant et guitare                                | —       |
| 1976  | Stephen Bishop                                        | "Sinking In An Ocean Of Tears" & "Save It For A Rainy Day"                                                         | Careless                                                      | guitare slide et solo                           | [ 131 ] |
| 1976  | Ringo Starr                                           | "This Be Called A Song"                                                                                            | Ringo's Rotogravure                                           | guitare                                         | [ 132 ] |
| 1976  | Joe Cocker                                            | "Worrier" | Stingray                                                      | guitare rythmique et solo                       | [ 133 ] |
| 1976  | Bob Dylan                                             | "Romance in Durango" (non crédité)                                                                                 | Desire                                                        | guitare                                         | [ 134 ] |
| 1976  | Kinky Friedman                                        | "Kinky" et "Ol' Ben Lucas"                                                                                         | Lasso from El Paso                                            | dobro                                           | [ 135 ] |
| 1977  | Pete Townshend & Ronnie Lane                          | "Rough Mix", "Annie" & "'Til the Rivers All Run Dry"                                                               | Rough Mix                                                     | guitare électrique et acoustique, dobro         | [ 136 ] |
| 1977  | Rick Danko                                            | "New Mexicoe" | Rick Danko                                                    | guitare solo                                    | [ 137 ] |
| 1978  | The Band                                              | (*) "Further On Up the Road", (**) "I Shall Be Released"                                                           | The Last Walz                                                 | (*) chant et guitare, (**) chœurs               | [ 138 ] |
| 1978  | Waylon Jennings, Jessi Colter, John Dillon Steve Cash | (*) "White Trash", (**) The Last Dance & The Kentucky Racehorse                                                    | White Mansions - A Tale From The American Civil War 1861-1865 | (*) guitare slide, (**) dobro                   | [ 139 ] |
| 1979  | Marc Benno                                            | tous | Lost in Austin                                                | guitare, chœurs sur "Hey There Senorita"        | [ 140 ] |
| 1979  | George Harrison                                       | "Love Comes to Everyone"                                                                                           | George Harrison                                               | guitare (intro)                                 | [ 141 ] |
| 1979  | Alexis Korner                                         | face 3 | The Party LP (live)                                           | guitare                                         | [ 142 ] |

Années 80
| Année | Artiste(s)                                 | Titre(s)                                                                                  | Album                                                | Notes                      | Ref     |
| ----- | ------------------------------------------ | ----------------------------------------------------------------------------------------- | ---------------------------------------------------- | -------------------------- | ------- |
| 1980  | Ronnie Lane                                | "Lad's Got Money", "Barcelona"(*) et "Way Up Yonder"                                      | See Me                                               | guitare et (*) composition | [ 143 ] |
| 1980  | Stephen Bishop                             | "Little Moon" et "Sex Kittens go to College"                                              | Red Cab to Manhattan                                 | guitare électrique         | [ 144 ] |
| 1981  | Phil Collins                               | "The Roof Is Leaking", "If Leaving Me Is Easy"                                            | Face Value                                           | guitare acoustique         | [ 145 ] |
| 1981  | John Martyn                                | "Couldn't Love You More"                                                                  | Glorious Fool                                        | guitare                    | [ 146 ] |
| 1982  | Album au bénéfice d' Amnesty International | "Cause We've Ended As Lovers", "Farther Up The Road", "Crossroads", "I Shall Be Released" | The Secret Policeman's Other Ball (The Music) (live) | guitare, chant, chœurs     | [ 147 ] |
| 1982  | Gary Brooker                               | "Home Lovin'" et "Lead Me to the Water"                                                   | Lead Me to the Water                                 | guitare                    | [ 148 ] |
| 1983  | Ringo Starr                                | "Everybody's in a Hurry But Me"                                                           | Old Wave                                             | guitare                    | [ 149 ] |
| 1984  | Christine McVie                            | "The Challenge"                                                                           | Christine McVie                                      | guitare solo               | [ 150 ] |
| 1984  | Corey Hart                                 | "Jenny Fey"                                                                               | First Offense                                        | guitare                    | [ 151 ] |
| 1984  | Roger Waters                               | tous                                                                                      | The Pros and Cons of Hitch Hiking                    | guitare solo               | [ 152 ] |
| 1985  | Gary Brooker                               | "Echoes in the Night"                                                                     | Echoes in the Night                                  | guitare                    |         |
| 1986  | Liona Boyd                                 | "Labyrinth"                                                                               | Persona                                              | guitare                    | [ 154 ] |
| 1986  | Paul Brady                                 | "Deep in Your Heart",                                                                     | Back to the Center                                   | guitare                    | [ 155 ] |
| 1986  | Bob Geldof                                 | "Love Like A Rocket", "Beat of the Night" et "August Was A Heavy Month"                   | Deep in the Heart of Nowhere                         | guitare                    | [ 156 ] |
| 1986  | Lionel Ritchie                             | "Tonight Will Be Alright"                                                                 | Dancing on the Ceiling                               | guitare solo               | [ 157 ] |
| 1986  | Tina Turner                                | "What You Get Is What You See"                                                            | Break Every Rule                                     | guitare                    | [ 158 ] |
| 1987  | George Harrison                            | "Cloud 9", "That's What It Takes", "Devil's Radio" et "Wreck of the Hesperus"             | Cloud Nine                                           | guitare                    | [ 159 ] |
| 1987  | Jim Capaldi                                | "You Are the One" et "Oh Lord, Why Lord"                                                  | Some Come Running                                    | guitare                    | [ 160 ] |
| 1987  | Sting                                      | "They Dance Alone (Cueca Solo)"                                                           | …Nothing Like the Sun                                | guitare                    | [ 161 ] |
| 1988  | Buckwheat Zydeco                           | "Why Does Love Got To Be So Sad"                                                          | Take It Home                                         | guitare et composition     | [ 162 ] |
| 1988  | Bob Dylan                                  | "Had A Dream About You, Baby"                                                             | Down in the Groove                                   | guitare                    | [ 163 ] |
| 1988  | Tina Turner                                | "Tearing Us Apart "                                                                       | Tina Live in Europe                                  | guitare                    | [ 164 ] |
| 1988  | Gail Ann Dorsey                            | "Wasted Country"                                                                          | The Corporate World                                  | guitare solo et rythmique  | [ 165 ] |
| 1989  | Phil Collins                               | "I Wish It Would Rain Down"                                                               | ...But Seriously                                     | guitare                    | [ 166 ] |
| 1989  | Cyndi Lauper                               | "Insecurious "                                                                            | A Night To Remember                                  | guitare                    | [ 167 ] |
| 1989  | Carole King                                | "City Streets" et "Ain't That the Way"                                                    | City Streets                                         | guitare                    | [ 168 ] |
| 1989  | Stephen Bishop                             | "Hall Light"                                                                              | Bowling In Paris                                     | guitare                    | [ 169 ] |
| 1989  | Zucchero                                   | "A Wonderful World"                                                                       | Oro Incenso & Birra                                  | guitare                    | [ 170 ] |

Années 90
| Année | Artiste(s)                                  | Titre(s)                                                                           | Album                                                          | Notes                                         | Ref     |
| ----- | ------------------------------------------- | ---------------------------------------------------------------------------------- | -------------------------------------------------------------- | --------------------------------------------- | ------- |
| 1990  | Michael Kamen                               | "Sandra"                                                                           | Concerto for Saxophone                                         | guitare                                       | [ 171 ] |
| 1991  | Johnnie Johnson                             | "Creek Mud", "Blues #572"                                                          | Johnnie B. Bad                                                 | guitare rythmique et solo                     | [ 172 ] |
| 1991  | Richie Sambora                              | "Mr. Bluesman"                                                                     | Stranger in This Town                                          | guitare solo                                  | [ 173 ] |
| 1991  | Rolling Stones                              | "Little Red Rooster"                                                               | Flashpoint (live)                                              | guitare                                       | [ 174 ] |
| 1991  | Buddy Guy                                   | "Early in the Morning"                                                             | Dawn Right I've Got the Blues                                  | guitare                                       | [ 175 ] |
| 1991  | Album hommage à Elton John et Bernie Taupin | "Border Song"                                                                      | Two Rooms: Celebrating the Songs of Elton John & Bernie Taupin | guitare, chant                                | [ 176 ] |
| 1992  | George Harrison                             | tous                                                                               | Live in Japan                                                  | guitares, chœurs                              | [ 177 ] |
| 1992  | Elton John                                  | "Runaway Train"                                                                    | The One                                                        | guitare, chant                                | [ 178 ] |
| 1992  | David Sanborn                               | "Full House"                                                                       | Upfront                                                        | guitare solo                                  | [ 179 ] |
| 1993  | Kate Bush                                   | "And So Is Love"                                                                   | The Red Shoes                                                  | guitare                                       | [ 180 ] |
| 1993  | Album hommage à Jimi Hendrix                | "Stone Free"                                                                       | Stone Free: A Tribute to Jimi Hendrix                          | guitare, chant                                | [ 181 ] |
| 1993  | Jack Bruce                                  | "Waiting On a Word", "Willpower" et "Ships in the Night"                           | Somethin' Els                                                  | guitare solo                                  | [ 182 ] |
| 1993  | Sting                                       | "It's Probably Me"                                                                 | Ten Summoner's Tales                                           | guitare solo et rythmique                     | [ 183 ] |
| 1993  | Ray Charles                                 | "None of Us Are Free"                                                              | My World                                                       | guitare                                       | [ 184 ] |
| 1993  | Bob Dylan                                   | "Don't Think Twice, It's All Right", "My Back Pages", "Knockin' on Heaven's Door"  | The 30th Anniversary Concert Celebration                       | guitare, chant, chœurs                        | [ 185 ] |
| 1994  | Album hommage à Curtis Mayfield             | "You must Believe in Me" et "Here in the Dark"                                     | A Tribute to Curtis Mayfield                                   | guitare, chant                                | [ 186 ] |
| 1996  | Taj Mahal                                   | "You've Got to Love Her with a Feeling" et "Here in the Dark"                      | Phantom Blues                                                  | guitare solo                                  | [ 187 ] |
| 1996  | Babyface                                    | "Talk To me"                                                                       | The Day                                                        | guitare                                       | [ 188 ] |
| 1996  | Artistes variés                             | "Yer Blues", "Whole Lotta Yoko "                                                   | The Rock and Roll Circus                                       | guitare solo (The Dirty Mac)                  | [ 189 ] |
| 1996  | Album hommage à Stevie Ray Vaughan          | "Ain't Gone 'N Give Up On Love", "Six Strings Down", "Tick Tock" et "SRV Shuffle"  | A Tribute To Stevie Ray Vaughan                                | guitare, chœurs                               | [ 190 ] |
| 1996  | Clarence Gatemouth Brown                    | (*)"Blues Power" et (**)"Don't Think Twice"                                        | Long way Home                                                  | (*) guitare rythmique, (**) guitare solo      | [ 191 ] |
| 1996  | Jerry Lynn Williams                         | "Send Me Angels", "What's This World Coming To" et "You Better Rock Me Baby "      | The Peacemaker                                                 | guitare                                       | [ 192 ] |
| 1997  | B.B. King                                   | "Rock Me Baby"                                                                     | Deuces Wild                                                    | guitare                                       | [ 193 ] |
| 1997  | Bill Wyman's Rhythm Kings                   | "Melody"                                                                           | Struttin" Our Stuff                                            | guitare solo                                  | [ 194 ] |
| 1998  | The Tony Rich Project                       | "Silly Man", "No Time Soon" "Thoughts of Leavin'" et "My Stomach Hurts"            | Birdseye                                                       | guitare électrique et slide" crédité sous "E" | [ 195 ] |
| 1999  | Santana                                     | "The Calling"                                                                      | Supernatural                                                   | guitare solo et rythmique                     | [ 196 ] |
| 1999  | Mary J. Blige                               | "Give Me You"                                                                      | Mary(Gonna Shoot You Right Down) Boom Boom                     | guitare                                       | [ 197 ] |
| 1999  | Jimmy Rogers                                | "Blues All Day long", That'sd All Right" et (Gonna Shoot You Right Down) Boom Boom | Blues, Blues, Blues"                                           | guitare, chant                                | [ 198 ] |
| 1999  | Bill Wyman's Rhythm Kings                   | "Gee Baby Ain't I Good To You"                                                     | Anyway the Wind Blows                                          | guitare                                       | [ 199 ] |

Années 2000 & 2010
| Année | Artiste(s)                                     | Titre(s) | Album                                                  | Notes                                                 | Ref     |
| ----- | ---------------------------------------------- | --- | ------------------------------------------------------ | ----------------------------------------------------- | ------- |
| 2001  | Paul McCartney                                 | "Freedom" (titre caché, non crédité) | Driving Rain                                           | guitare solo                                          | [ 200 ] |
| 2001  | Jools Holland and His Rhythm & Blues Orchestra | "What Would I Do Without You" | Jools Holland's Big Band Rhythm & Blues                | guitare                                               | [ 201 ] |
| 2001  | Jack Bruce                                     | "Sunshine of Your Love et "White Room" | Shadows In the Air                                     | guitare, chant                                        | [ 202 ] |
| 2003  | The Crusaders                                  | "Rural Renewal" et "Creepin'" | Rural Renewal                                          | guitare                                               | [ 203 ] |
| 2003  | Kelly Price                                    | "Again" | Priceless                                              | guitare                                               | [ 204 ] |
| 2003  | Buddy Guy                                      | "Crawlin' Kingsnake" et "Lucy Mae Blues" | Blues Singer                                           | lead guitare                                          | [ 205 ] |
| 2003  | Jools Holland and His Rhythm & Blues Orchestra | ""Message To My Song" et "Mabel" | Small Big Band Vol. 3                                  | guitare                                               | [ 206 ] |
| 2003  | Ringo Starr                                    | "Never Without You" | Ringo Rama                                             | solo de guitare                                       | [ 207 ] |
| 2003  | Album hommage à George Harrison                | "If I Needed Someone", "Beware of Darkness","Isn't It a Pity", "Something", "While My Guitar Gently Weeps" et "Wah-Wah"                                        | Concert for George (Live)                              | guitare et chant                                      | [ 208 ] |
| 2003  | Album hommage à Stevie Wonder                  | "Higher Ground" | Conception: An Interpretation of Stevie Wonder's Songs | guitare et chant                                      | [ 209 ] |
| 2004  | Zucchero                                       | "A Wonderful World " | Zu&Co                                                  | guitare et chant                                      | [ 210 ] |
| 2004  | Rod Stewart                                    | "Blue Moon" | Stardust: The Great American Songbook, Volume III      | solo de guitare                                       | [ 211 ] |
| 2004  | Brian Wilson                                   | "City Blues" | Gettin' In over My Head                                | guitare                                               | [ 212 ] |
| 2004  | Toots and the Maytals                          | "Pressure Drop" | True Love                                              | guitare                                               | [ 213 ] |
| 2004  | The Crickets                                   | "Someone, Someone " | The Crickets and Their Buddies                         | guitare et chant                                      | [ 214 ] |
| 2004  | Joe Cocker                                     | "I Put A Spell On You | Heart and Soul                                         | guitare                                               | [ 215 ] |
| 2004  | Bruce Hornsby                                  | "Gonna Be Some Changes Made", "Halcyon Days" et (*)"Candy Mountain Run"                                                                                        | Halcyon Days                                           | guitare, (*) chant et guitare                         | [ 216 ] |
| 2004  | Album hommage à Jimi Hendrix                   | "Burning of the Midnight Lamp" | Power of Soul: A Tribute to Jimi Hendrix               | guitare et chant                                      | [ 217 ] |
| 2005  | Bob Marley and the Wailers                     | "Slogans" | Africa Unite: The Singles Collection                   | guitare                                               | [ 218 ] |
| 2005  | Marcus Miller                                  | "Silver Rain" | Silver Rain                                            | guitare, chant et composition                         | [ 219 ] |
| 2005  | Les Paul & Friends                             | "Somebody Ease My Troublin' Mind" | American Made World Played                             | guitare                                               | [ 220 ] |
| 2005  | B.B.King                                       | "The Thrill Is Gone" | 80                                                     | guitare                                               | [ 221 ] |
| 2005  | Jamie Oldaker                                  | (*)"Wait Til Your Daddy Gets Home", (**)"Positively " | Mad Dogs & Okies                                       | (*)guitare électrique, (**) chant, guitare acoustique | [ 222 ] |
| 2005  | Hubert Sumlin                                  | "I'm Ready" et "Long Distance Call" | About Them Shoes                                       | guitare et chant                                      | [ 223 ] |
| 2006  | Otis Rush & Friends                            | "Crosscut Saw", "Double Trouble", "All Your Love (I Miss Loving)" et "Every Day I Have The Blues"                                                              | Live at Montreux 1986                                  | guitare                                               | [ 224 ] |
| 2006  | Tony Joe White                                 | " Did Somebody Make A Fool Out of You" | Uncovered                                              | guitare, chant                                        | [ 225 ] |
| 2006  | Sam Moore                                      | "You Are So Beautiful" | Overnight Sensationnal                                 | solo de guitare                                       | [ 226 ] |
| 2006  | Jerry Lee Lewis                                | "Trouble in Mind" | Last Man Standing - The Duets                          | guitare lead                                          | [ 227 ] |
| 2006  | Robert Randolph & the Family Band              | "Jesus Is Just Alright" | 'Colorblind                                            | guitare et chant                                      | [ 228 ] |
| 2008  | Steve Winwood                                  | "Dirty City" | Nine Lives                                             | solo de guitare                                       | [ 229 ] |
| 2008  | Dr. John and The Lower 911                     | "Time for a Change", "Stripped Away" et "City That Care Forgot"                                                                                                | The City That Care Forgot                              | guitare                                               | [ 230 ] |
| 2008  | Sonny Landreth                                 | (*)"When I Still Had You", (**)"Storm of Worry" | From the Reach                                         | (*)guitare, chœurs, (**) guitare                      | [ 231 ] |
| 2008  | Pinetop Perkins                                | "How Long Blues / Come Back Baby" | Pinetop Perkins & Friends                              | lead guitare                                          | [ 232 ] |
| 2008  | Buddy Guy                                      | "Everytime I Sing The Blues" | Skin Deep                                              | guitare                                               | [ 233 ] |
| 2008  | David Sanborn                                  | "I'm Gonna Move to the Outskirts of Town" | Here and Gone                                          | guitare                                               | [ 234 ] |
| 2008  | Solomon Burke                                  | "Like a Fire" et "Thank You" | Like a Fire                                            | composition                                           | [ 235 ] |
| 2009  | J.J. Cale                                      | "Roll On" | Roll On                                                | guitare                                               | [ 236 ] |
| 2009  | Joe Bonamassa                                  | "Further Up the Road" (live) | Live from the Royal Albert Hall                        | guitare & chant                                       | [ 237 ] |
| 2009  | Paul Jones                                     | "Choose or Cop Out" & "Starting All Over Again" | Starting All Over Again                                | guitare                                               | [ 238 ] |
| 2009  | Bruce Hornsby and the Noisemakers              | "Space Is the Place" | Leviate                                                | solo de guitare                                       | [ 239 ] |
| 2011  | Robbie Robertson                               | "He Don't Live Here No More", "The Right Mistake", "This Is Where I Get Off" "Fear of Falling", "She's Not Mine", "Madam X" et "Won't Be Back"                 | How To Become Clairvoyant                              | guitare, guitare slide, chœurs et composition         | [ 240 ] |
| 2011  | Chris Barber                                   | "Weeping Willow" | Memories of my Trip                                    | guitare                                               | [ 241 ] |
| 2012  | Paul McCartney                                 | "My Valentine" et "Get Yourself Another Fool" | Kisses on the Bottom                                   | guitare                                               | [ 242 ] |
| 2012  | Jerry Douglas                                  | "Something You Got" | Traveler                                               | guitare                                               | [ 243 ] |
| 2013  | Bobby Whitlock                                 | "Where There's A Will There's A Way", "A Day Without Jesus", "Back In My Life Again", "The Scenery Has Slowly Changed" et "Hello L.A., Bye Bye Birmingham" (*) | Where There's A Will There's A Way                     | guitare et (*) basse                                  | [ 244 ] |
| 2014  | Nathan East                                    | "Can't Find My Way Home" | Nathan East                                            | guitare                                               | [ 245 ] |
| 2014  | Johnny Winter                                  | "Don't Want No Woman" | Step Back                                              | 2e solo de guitare                                    | [ 246 ] |
| 2015  | The Rolling Stones                             | "Brown Sugar" | Sticky Fingers Deluxe Edition 2015                     | guitare sur la version alternative                    | [ 247 ] |
| 2016  | The Rolling Stones                             | (*)"Everybody Knows About My Good Thing" & (**)"I Can't Quit You Baby"                                                                                         | Blue & Lonesome                                        | (*) guitare slide, (**) guitare                       | [ 248 ] |
| 2017  | P. P. Arnold                                   | "Medicated Goo", "Brand New Day" et "You Can't Always Get What You Want"                                                                                       | The Turning Tide                                       | guitare et production                                 | [ 249 ] |
| 2017  | Ed Sheeran                                     | "Dive" | Divide (÷)                                             | guitare                                               |         |
| 2018  | Hawkwind                                       | "The Watcher" | Road To Utopia                                         | guitare                                               | [ 250 ] |

B.O. de films ou de séries
| Année | Bande son originale                    | Titre(s)                                                                                | Album                                                                                          | Notes                                                        | Ref     |
| ----- | -------------------------------------- | --------------------------------------------------------------------------------------- | ---------------------------------------------------------------------------------------------- | ------------------------------------------------------------ | ------- |
| 1985  | B.O. de la série Edge of Darkness      | Ep 6 titres                                                                             | Edge of Darkness                                                                               | guitare et composition                                       | [ 251 ] |
| 1985  | B.O. du film Retour vers le futur      | "Heaven Is One Step Away"                                                               | Back to the Future: Music from the Motion Picture Soundtrack                                   | guitare                                                      | —       |
| 1987  | B.O. du film L'Arme fatale             | tous les titres sauf "Lethal Weapon"                                                    | E. C. avec Michael Kamen et David Sanborn Lethal Weapon Original Motion Picture Soundtrack     | guitare et composition                                       | [ 252 ] |
| 1988  | B.O. du film Homeboy                   | —                                                                                       | Homeboy - The Original Soundtrack                                                              | guitare, chant et composition                                | [ 253 ] |
| 1988  | B.O. du film "Buster"                  | "The Robbery" avec Anne Dudley                                                          | Buster - Original Motion Picture Soundtrack                                                    | guitare                                                      | [ 254 ] |
| 1989  | B.O. du film L'Arme fatale 2           | tous les titres sauf "Cheer Down" et "Still Cruisin' (After All These Years)"           | E. C. avec Michael Kamen et David Sanborn Lethal Weapon 2 (Original Motion Picture Soundtrack) | guitare et composition                                       | [ 255 ] |
| 1992  | B.O. du film Wayne's World             | "Loving Your Lovin"                                                                     | Music From The Motion Picture Wayne's World                                                    | guitare et chant                                             | [ 256 ] |
| 1992  | B. O. du film Rush                     | tous                                                                                    | Rush                                                                                           | guitare , chant, dobro et composition                        | [ 257 ] |
| 1992  | B.O. du film L'Arme fatale 3           | "It's Probably Me" et "Runaway Train"                                                   | E. C. avec Michael Kamen Lethal Weapon 3 (Original Motion Picture Soundtrack)                  | guitare, composition                                         | [ 258 ] |
| 1996  | B.O. du film Phénomène                 | "Change the World"                                                                      | Music From The Motion Picture Phenomenon                                                       | guitare et chant                                             | [ 259 ] |
| 1998  | B.O. du film L'Arme fatale 4           | "Pilgrim"                                                                               | La musique de la B.O. n'est pas sortie en album                                                | guitare, chant, composition                                  | —       |
| 1998  | B. O du film Blues Brothers 2000       | "How Blue Can You Get", "New Orleans"                                                   | Blues Brothers 2000 (Original Motion Picture Soundtrack)                                       | guitare et chant (The Louisiana Gators Boys)                 | [ 260 ] |
| 1999  | B. O du film Just Married (ou presque) | "Blue Eyes Blue"                                                                        | Runaway Bride (Music From The Motion Picture)                                                  | guitare et chant                                             | [ 261 ] |
| 1999  | B. O du film Une vie à deux            | "Main Title/(I) Get Lost", "Dry Cleaning/(I) Get Lost", "Wonderful Tonight (Live Edit)" | The Story Of Us (Music From The Motion Picture)                                                | guitare, chant et production et compostion avec Marc Shaiman | [ 262 ] |

Participations
- 1968 : The Rock and Roll Circus des Rolling Stones- The Dirty Mac formé de John Lennon, Eric Clapton, Keith Richards et Mitch Mitchell.
- 2016 : Blue and Lonesome des Rolling Stones - Guitare slide sur Everybody Knows About My Good Thing et guitare solo sur I Can't Quit You Baby
- Avec Cher, Chrissie Hynde et Neneh Cherry
  - 1995 Love Can Build a Bridge (#1 UK)
- The Story of Us
  - 1999
- Avec Beatchuggers
  - 2000 Forever Man (How Many Times) (#26 UK)

## Vidéographie
- 1987 : Live 1986 : Enregistré le 15 juillet 1986 au National Exhibition Centre avec Greg Phillinganes aux claviers, Nathan East à la basse et Phil Collins à la batterie. Réédité en DVD en 2003.
- 1990 : The Cream Of Eric Clapton : Compilation de performances live de Clapton, ne doit pas être confondu avec le CD du même titre. Avec Jack Bruce, Ginger Baker, Tina Turner et Phil Collins. Réédité sous forme DVD en 1998.
- 1991 : 24 Nights : Enregistré au Royal Albert Hall de Londres lors de deux concerts en 1990 et 1991. Avec Greg Phillinganes aux claviers, Nathan East à la basse et Steve Ferrone à la batterie.
- 1997 : Live in Hyde Park : Concert donné au Hyde Park le 29 juin 1996. Réédité en DVD en 2001.
- 1999 : Clapton Chronicles : Compilation contenant 12 vidéo-clips.
- 1999 : In Concert: A Benefit for the Crossroads Centre at Antigua : Concert au Crossroads Guitar Festival, dont les bénéfices furent remis au Crossroads Centre Foundation, pour les cures de désintoxication des abus de drogues et alcool. Les invités pour ce concert furent Bob Dylan, Mary J. Blige, Sheryl Crow et David Sanborn. Sorti en VHS et DVD.
- 2002 : One More Car, One More Rider : Enregistré lors du concert au Staples Center de Los Angeles, les 18 & 19 août 2001, avec Andy Fairweather-Low à la guitare, Billy Preston à l'orgue, David Sancious aux claviers et à la guitare, Nathan East à la basse et Steve Gadd à la batterie.
- 2004 : Crossroads Guitar Festival 2004 : Enregistré les 4 et 6 juin à Dallas, Texas.
- 2004 : Sessions for Robert J : DVD montrant Clapton et son groupe lors de différents concerts en Grande-Bretagne et aux États-Unis.
- 2005 : London Hyde Park 1969 : Enregistrement vidéo du concert donné au Hyde Park de Londres avec le groupe Blind Faith le 9 juin 1969 devant environ 100 000 spectateurs.
- 2006 : Live at Montreux 1986 : Concert donné au Festival de Jazz de Montreux en 1986 avec la même formation que Live in 1986, Phil Collins chante son hit In the Air Tonight.
- 2007 : Crossroads Guitar Festival 2007 : Concert donné le 28 juillet 2007 au Toyota Park de Bridgeview en Illinois.
- 2009 : Live from Madison Square Garden : Eric Clapton se réunit le temps d'une tournée et d'un CD/DVD avec Steve Winwood, son ancien partenaire de Blind Faith. Enregistré lors de concerts donnés entre les 25 et 28 février 2009 au Madison Square Garden de New York.
- 2010 : Crossroads Guitar Festival 2010 : Avec Clapton, Ronnie Wood, Buddy Guy, etc.
- 2011 : Play the Blues: Live from Jazz at Lincoln Center : Enregistré au Lincoln Center for the Performing Arts, avec Clapton et Wynton Marsalis.
- 2013 : Crossroads Guitar Festival 2013
- 2013 : Unplugged : Le DVD inclut une version restaurée de ce concert enregistré aux Studios Bray en Angleterre, le 16 janvier 1992.
- 2014 : Planes, Trains and Eric: The Music, The Stories, The People – Mid and Far East Tour 2014 : Enregistré lors d'une tournée en Orient et au Moyen-Orient, on y voit donc Eric et son groupe au Japon, Singapour, Bahreïn et aux Émirats Arabes Unis.
- 2015 : Slowhand at 70 – Live at the Royal Albert Hall : Enregistré le 21 mai 2015 au Royal Albert Hall, lors de la tournée célébrant le 70e anniversaire de Clapton. Entouré d'un groupe de 5 musiciens et de deux choristes.
- 2018 : Genius amplified: Life in 12 bars - Disponible en CD et en DVD. Relate la carrière de Clapton.
- 2022 : Nothing but the Blues : Captation live en DVD et Blu Ray de performances données les 8 et 9 novembre 1994 au Fillmore West de San Francisco à l'occasion de la tournée de l'album From the Cradle. Réalisé par Scooter Weintraub et coproduit par Martin Scorsese, ce film comporte également une partie documentaire composée d'interviews d'Eric Clapton et d'autres musiciens célèbres et d'images d'archives.